# Château de Moidière
Le château de Moidière est un château du XVIIe siècle, situé à Bonnefamille (Isère). Un parc paysager et un parc animalier l'entourent.

## Présentation

### Le Château
Ce château construit vers 1660 par Nicolas Scipion Guillet de Moidière et restauré au XIXe siècle est la résidence privée de la famille Dugon.
Pour ses façades et toitures, son vestibule, possédant des décors italiens en trompe-l'oeil et l'escalier avec sa rampe, ainsi que plusieurs pièces décorées (chambre Empire, bureau-bibliothèque, chambre bleue du sud-ouest et le petit vestibule attenant),, le château de Moidière a fait l’objet d’une inscription au titre des monuments historiques, le 21 mars 1983. À l'entrée du château se trouvent des pierres portant le symbole des Guillet.
Le château est mis à sac et une partie, dont la chapelle, est brûlée lors de la Grande Peur, le 28 juillet 1789,. Le château est reconstruit en 1811,.
Une partie du rez-de chaussée ainsi que les caves du château peuvent être visitées depuis 1985, ces dernières sont aménagées en vivarium,.

### Le parc
D'une superficie de 30 ha,,,, le parc offre une perspective de prairies, bois et étangs. Il possède un arboretum de 2 000 arbres et arbustes d'Europe, représentant 72 espèces.

#### Le Parc zoologique
La réserve naturelle a pour mission de valoriser le patrimoine sauvage européen. On peut y observer 150 animaux parmi lesquels, :
- des lynx,
- des loups,
- des renards,
- des mouflons
- des ratons laveurs,
- des cerfs,
- des bouquetins
- des oiseaux aquatiques...

Une partie du parc présente des silhouettes grandeur nature au sol grandeur nature d'espèces disparues comme les mammouths, et deux labyrinthes jeux de piste ont été aménagés,.
Ouvert en 1985, le nombre de visiteurs passe de 6 000 la première année à 17 000 en 1990, principalement par le biais du bouche à oreille. En 2015, le parc accueillait 15 000 visiteurs par an.